# Zangelān-e Pā'īn
Zangelān-e Pā'īn (persiska: زنگلان پائین, زَنگِلانِ سُفلَى, Zangelān-e Soflá, زَنگَلان پائين) är en ort i Iran.   Den ligger i provinsen Västazarbaijan, i den nordvästra delen av landet, 600 km nordväst om huvudstaden Teheran. Zangelān-e Pā'īn ligger 1 015 meter över havet och antalet invånare är 734.
Terrängen runt Zangelān-e Pā'īn är varierad. Zangelān-e Pā'īn ligger nere i en dal. Runt Zangelān-e Pā'īn är det ganska tätbefolkat, med 75 invånare per kvadratkilometer. Närmaste större samhälle är Qarah Ẕīā' od Dīn, 10,0 km väster om Zangelān-e Pā'īn. Trakten runt Zangelān-e Pā'īn består i huvudsak av gräsmarker.